# Kelley Mack
Kelley Mack, bürgerlich: Kelley Lynne Klebenow (* 10. Juli 1992 in Cincinnati, Ohio; † 2. August 2025 ebenda), war eine US-amerikanische Schauspielerin.

## Leben und Karriere
Kelley Mack war die Tochter von Lindsay Jay Klebenow und Kristen Mack; sie hatte einen jüngeren Bruder und eine jüngere Schwester.
Nach einer professionellen Schauspielausbildung wirkte Mack ab 2015 als Schauspielerin vor der Kamera in über 30 Film- und Fernsehproduktionen mit. Einen gewissen Bekanntheitsgrad erlangte sie vor allem durch ihre Rolle der Addy in der AMC-Serie The Walking Dead. Sie war auch zeitweise als Bühnendarstellerin aktiv.
Mack starb am 2. August 2025 im Alter von 33 Jahren an den Folgen einer Krebserkrankung (Gliom), die im September 2024 diagnostiziert worden war.

## Filmografie (Auswahl)
- 2015: Fatales Vertrauen – Dem Mörder so nah (Unusual Suspects, Fernsehserie, eine Folge)
- 2018–2019: The Walking Dead (Fernsehserie, 5 Folgen)
- 2019: 9-1-1 (Fernsehserie, eine Folge)
- 2021: Shot in the Dark – Den Tod vor Augen (Shot in the Dark)
- 2021: Broadcast Signal Intrusion
- 2022: Chicago Med (Fernsehserie, eine Folge)